# Balma de la Xemeneia
La Balma de la Xemeneia és un jaciment arqueològic situat a Amer, a la comarca de la Selva, inclòs a l'Inventari del Patrimoni Arqueològic i Paleontològic de Catalunya.
Es tracta d'un abric rocós situat als cingles de Sant Roc. Fou descoberta l'any 1983 per Joan Abad.

## Història arqueològica
Des de setembre de l'any 2001 fins a agost del 2004 un equip d'arqueòlegs de la Universitat Rovira i Virgili amb col·laboració de l'Associació Arqueològica de Girona hi van realitzar excavacions. S'hi van trobar restes d'activitat humana del període Paleolític, una de les quals es va datar com de 18.950 +/- 50anys del període Solutrià, el qual compta amb poques mostres trobades a Catalunya.